# Aanbodtekort
Een aanbodtekort of vraagoverschot ontstaat als bij een bepaalde prijs de aangeboden hoeveelheid van een goed kleiner is dan de gevraagde hoeveelheid. Een aanbodtekort ontstaat bijvoorbeeld als door ingrijpen van de overheid een maximumprijs wordt vastgesteld die lager is dan waarvoor de producenten willen aanbieden. 
Een aanbodtekort is het tegengestelde van een aanbodoverschot of vraagtekort. Dit ontstaat onder andere als de overheid een minimumprijs of garantieprijs vaststelt.